# Chomicznik zabajkalski
Chomicznik zabajkalski, chomik Campbella, chomik mandżurski (Cricetiscus campbelli) – gatunek ssaka z podrodziny chomików (Cricetinae) w obrębie rodziny chomikowatych (Cricetidae).

## Zasięg występowania
Chomicznik zabajkalski występuje w środkowej Azji, zamieszkując w zależności od podgatunku:
- C. campbelli campbelli – środkowa i wschodnia Mongolia oraz Chińska Republika Ludowa (zachodnia Ningxia, Mongolia Wewnętrzna i północne Hebei).
- C. campbelli crepidatus – południowo-wschodnia Syberia (Ałtaj, Tuwa, południowa Buriacja i południowy Kraj Zabajkalski w Rosji) i północno-zachodnia Mongolia.

Forma, wyodrębniona na podstawie danych genetycznych i która nie została jeszcze formalnie opisana, występuje w południowo-zachodniej Mongolii.

## Taksonomia
Gatunek po raz pierwszy zgodnie z zasadami nazewnictwa binominalnego opisał w 1905 roku angielski zoolog Oldfield Thomas, nadając mu nazwę Cricetulus campbelli. Holotyp pochodził z Szaborte (około 46°40’N, 114°E), w północno-wschodniej Mongolii. 
We wcześniejszych ujęciach systematycznych C. campbelli był traktowany jako synonim C. sungorus, ale oba gatunki różnią się morfologią chromosomów. Analiza mtDNA wykazała, że C. campbelli i C. sungorus tworzą grupę siostrzaną. W obrębie C. campbelli istnieją trzy odrębne linie mtDNA: zachodnia (rosyjski Ałtaj i Tuwa oraz północno-zachodnia Mongolia), wschodnia (środkowa Mongolia i chińska Mongolia Wewnętrzna) i północno-wschodnia (rosyjski Kraj Zabajkalski). Autorzy Illustrated Checklist of the Mammals of the World rozpoznają dwa podgatunki.

### Etymologia
- Phodopus: Cricetiscus: rodzaj Critecus Leske, 1779 (chomik); łac. przyrostek zdrabniający -iscus[8].
- campbelli: Charles William Campbell (1861–1927), brytyjski dyplomata, podróżnik po Chinach i Mongolii[9].
- crepidatus: łac. crepidatus ‘noszenie sandałów’, od crepida ‘sandał’, od gr. κρηπις krēpis, κρηπιδος krēpidos ‘but’[10].

## Morfologia
Długość ciała (bez ogona) 79–103 mm, długość ogona 7–14 mm, długość ucha 11–15 mm, długość tylnej stopy 10–13 mm; masa ciała 23–28 g. Piaskowy odcień jego futra zlewa się z otoczeniem. Podobnie jak chomik dżungarski, ma czarną pręgę biegnącą wzdłuż grzbietu, nie ma plam na bokach ciała. 

## Ekologia
Żyje na stepach i terenach półpustynnych. W zimie odcień jego futra nie ulega zmianie. Hodowcy wyhodowali także odmiany tego gatunku chomika o innym ubarwieniu. 